# Palästinensische Fußballnationalmannschaft (U-23-Männer)
Die palästinensische U-23-Fußballnationalmannschaft ist eine Auswahlmannschaft von Fußballspielern der palästinensischen Autonomiegebiete. Sie untersteht dem palästinensischen Fußballverband PFA und repräsentiert diesen international auf U-23-Ebene, etwa in Freundschaftsspielen gegen die Auswahlmannschaften anderer nationaler Verbände, bei U-23-Asienmeisterschaften sowie den Fußballturnieren der Olympischen Sommerspiele und der Asienspiele.
Bisher konnte sich die Mannschaft nicht für das olympische Fußballturnier oder die U-23-Asienmeisterschaft qualifizieren. An den Asienspielen nahm Palästina fünfmal teil und schaffte es 2014 und 2018 jeweils in das Achtelfinale.
Spielberechtigt sind Spieler, die ihr 23. Lebensjahr noch nicht vollendet haben und die palästinensische Staatsangehörigkeit besitzen.

## Bilanzen
| Olympische Spiele - 1992 bis 2000: Nicht teilgenommen - 2004 bis 2020: Nicht qualifiziert U-22-/23-Asienmeisterschaften - 2014 bis 2016: Nicht qualifiziert - 2018: Viertelfinale - 2020: Nicht qualifiziert | Asienspiele - 2002: Gruppenphase - 2006: Gruppenphase - 2010: Gruppenphase - 2014: Achtelfinale - 2018: Achtelfinale |